# James Nesbitt
James Nesbitt (Broughshane, 15 gennaio 1965) è un attore britannico.

## Biografia
Nesbitt è nato a Ballymena, nella contea di Antrim, ma si è trasferito con la sua famiglia a Coleraine all'età di 11 anni. Ha iniziato la sua carriera negli anni ottanta, dopo aver lasciato la Royal Central School of Speech and Drama (CSSD) di Londra. Le sue prime apparizioni sul palcoscenico e sullo schermo hanno ottenuto recensioni positive, fino a ottenere notorietà grazie alle sue interpretazioni nella serie televisiva Cold Feet e nel film Svegliati Ned.
In seguito ha ottenuto il ruolo da protagonista nel film carcerario di Peter Cattaneo Evasione fortunata del 2001 e lo stesso anno ha ottenuto la parte del personaggio principale della serie La legge di Murphy, ruolo costruito su misura su di lui da Colin Bateman. Nel 2002 ha vestito i panni di Ivan Cooper in Bloody Sunday, acclamata ricostruzione dei drammatici eventi del 1972, per la regia di Paul Greengrass: questa interpretazione gli ha valso nel 2002 il premio British Independent Film Award al miglior attore.
È apparso anche nel film di Danny Boyle Millions, in cui è il padre dei due giovanissimi protagonisti della vicenda. Nel 2007 è stato l'interprete principale della miniserie della BBC Jekyll, trasposizione moderna della novella classica di Robert Louis Stevenson, in cui Nesbitt si è fatto apprezzare per la sua capacità di dar vita in modo convincente a entrambi i personaggi chiave del racconto, il mostruoso e dissennato Hyde e il suo alter ego umano Dr. Jeckyll (Jackman). In Italia la serie è apparsa per ora solo sulle reti satellitari del circuito Sky.

### Vita privata
È stato sposato con l'attrice Sonia Forbes-Adam con la quale ha avuto due figlie, Peggy (1997) e Mary (2001), che hanno recitato con lui ne Lo Hobbit - La desolazione di Smaug e Lo Hobbit - La battaglia delle cinque armate nei ruoli di Tilda e Sigrid, le figlie di Bard. I due hanno annunciato la separazione nell'ottobre 2013, dopo 19 anni di matrimonio.

## Filmografia parziale

### Cinema
- Go Now, regia di Michael Winterbottom (1995)
- Svegliati Ned (Waking Ned), regia di Kirk Jones (1998)
- Evasione fortunata (Lucky Break), regia di Peter Cattaneo (2001)
- Bloody Sunday, regia di Paul Greengrass (2002)
- Millions, regia di Danny Boyle (2004)
- Match Point, regia di Woody Allen (2005)
- Cherrybomb, regia di Lisa Barros D'Sa (2009)
- L'ombra della vendetta - Five Minutes of Heaven (Five Minutes of Heaven), regia di Oliver Hirschbiegel (2009)
- Il cammino per Santiago (The Way), regia di Emilio Estevez (2010)
- So che ci sei (Matching Jack), regia di Nadia Tass (2010)
- Coriolanus, regia di Ralph Fiennes (2011)
- Lo Hobbit - Un viaggio inaspettato (The Hobbit: An Unexpected Journey), regia di Peter Jackson (2012)
- Lo Hobbit - La desolazione di Smaug (The Hobbit: The Desolation of Smaug), regia di Peter Jackson (2013)
- Lo Hobbit - La battaglia delle cinque armate (The Hobbit: The Battle of the Five Armies), regia di Peter Jackson (2014)

### Televisione
- Screen Two - serie TV, 1 episodio (1989)
- Boon - serie TV, 1 episodio (1991)
- Le avventure del giovane Indiana Jones (The Young Indiana Jones Chronicles) - serie TV, 1 episodio (1992)
- Lovejoy - serie TV, 1 episodio (1993)
- Soldier Soldier - serie TV, 1 episodio (1995)
- Cold Feet - serie TV, 61 episodi (1997-2020)
- Jekyll - miniserie TV, 6 episodi (2007)
- Murphy's Law - serie TV, 23 episodi (2003-2007)
- The Passion - miniserie TV, 4 episodi (2008)
- Midnight Man - serie TV, 3 episodi (2008)
- Occupation - serie TV, 3 episodi (2009)
- Monroe - serie TV, 12 episodi (2011-2012)
- The Missing - serie TV, 8 episodi (2014)
- The Secret - miniserie TV, 4 episodi (2016)
- Stay Close - miniserie TV, 8 episodi (2021)

## Doppiatori italiani
Nelle versioni in italiano delle opere in cui ha recitato, James Nesbitt è stato doppiato da:
- Antonio Palumbo ne Lo Hobbit - Un viaggio inaspettato, Lo Hobbit - La desolazione di Smaug, Lo Hobbit - La battaglia delle cinque armate, Missing You
- Angelo Maggi in Jekyll, The Missing, Stay Close
- Massimiliano Virgilii in Svegliati Ned
- Franco Mannella in L'ombra della vendetta - Five Minutes of Heaven
- Francesco Prando ne Il cammino per Santiago
- Gerolamo Alchieri in Coriolanus
- Luca Biagini in Match Point